# Bhim Datta
Bhim Datta oder Bhimdatta, früher Mahendranagar (महेन्द्रनगर), ist eine Stadt (Munizipalität) im äußersten Westen Nepals, etwa sechs Kilometer von der Grenze zu Indien und dem Grenzfluss Mahakali entfernt auf einer Höhe von 214 m.
Bhim Datta ist Verwaltungssitz des Distriktes Kanchanpur in der Provinz Sudurpashchim.

## Namensherkunft
Der frühere Name „Mahendranagar“ nach König Mahendra von Nepal wurde nach Abschaffung der Monarchie 2008 geändert. Bhim Datta Pant war ein nepalesischer Freiheitskämpfer im vergangenen Jahrhundert.

## Einwohner
Bhim Datta gehört zu den zehn größten Städten des Landes. Bei der Volkszählung 1991 hatte es noch eine Einwohnerzahl von 62.050. und 2001 waren es 80.839.  Bei der Volkszählung 2011 hatte Bhim Datta eine Einwohnerzahl von 104.599.

## Bedeutung
Bhim Datta ist das wirtschaftliche Zentrum der ehemaligen Mahakali-Zone und wichtiger Grenzübergang nach Indien. Es gibt einen vernachlässigten Flugplatz; ehem. Verbindungen nach Kathmandu. Die Stadt ist westlicher Endpunkt der nationalen Ost-West-Fernstraße Mahendra Rajmarg, die Teil des Asian Highway 2 ist, sowie Ausgangspunkt von Stichstraßen in den Himalaya.